# Drum 'n' Bass for Papa
Albums de Plug
Throbbing Pouch Big Soup
Drum 'n' Bass for Papa est un album de musique électronique de Plug, sorti en 1996 sur le label Blue Angel.

## Titres
| 1.    | Me & Mr Jones          | 7:08  |
| 2.    | Drum 'n' Bass for Papa | 3:20  |
| 3.    | Cut                    | 11:19 |
| 4.    | Feelings               | 9:15  |
| 5.    | I Freak Techniques     | 7:29  |
| 6.    | The Life of The Mind   | 8:10  |
| 7.    | Subtle (In Your Face)  | 8:15  |
| 8.    | Delicious              | 7:43  |
| 9.    | DBC                    | 8:56  |
| 10.   | Maker of All           | 8:10  |
| 78:25 |                        |       |